# Barnave
Barnave är en kommun i departementet Drôme i regionen Auvergne-Rhône-Alpes i sydöstra Frankrike. Kommunen ligger i kantonen Luc-en-Diois som tillhör arrondissementet Die. År 2022 hade Barnave 216 invånare.

## Befolkningsutveckling
Antalet invånare i kommunen Barnave
Referens:INSEE